# Porumbáktanya
Porumbáktanya (románul: Porumbac), falu Romániában, Maros megyében.

## Története
Radnót város része. A trianoni békeszerződésig Kis-Küküllő vármegye Radnóti járásához tartozott.

## Népessége
2002-ben 32 lakosa volt, ebből 21 román és 11 cigány. 2011-ben három román lakosa volt.

## Vallások
A falu lakói közül 2002-ben 31 ortodox hitű és egy fő pünkösdista volt.